# Democracy Now!
Democracy Now! är ett dagligt och oberoende amerikanskt TV- och radioprogram som förmedlar nyheter, analyser och opinion, grundad 1996 i New York av Amy Goodman, Juan Gonzalez, Larry Bensky, Salim Muwakkil och Julie Drizin.
Särskilt kända har Democracy Now! blivit för sitt prisbelönade entimmesprogram "War and Peace Report" som leds av de undersökande journalisterna Amy Goodman och Juan Gonzalez.
Democracy Now! är kända för sitt intresse för och täckning av globala proteströrelser, exempelvis Occupy-rörelsen. De finansieras helt av bidrag och gåvor, bland annat från de egna lyssnarna, och de accepterar inte reklam eller bidrag från regeringen.
TV-sändningarna inleddes 2001.